# Новозятцинское (сельское поселение)
Новозятцинское — упразднённое муниципальное образование со статусом сельского поселения в Игринском районе Удмуртии Российской Федерации.
Административный центр — село Новые Зятцы.

## История
Статус и границы сельского поселения установлены Законом Удмуртской Республики от 19 ноября 2004 года № 65-РЗ «Об установлении границ муниципальных образований и наделении соответствующим статусом муниципальных образований на территории Игринского района Удмуртской Республики»
К 18 апреля 2021 года упраздняется в связи с преобразованием района в муниципальный округ.

## Население
| 2010 | 2012 | 2013 | 2014 | 2015 | 2016 | 2017 |
| ---- | ---- | ---- | ---- | ---- | ---- | ---- |
| 987  | ↘947 | ↘931 | ↘900 | ↘845 | ↘830 | ↘797 |
| 2018 | 2019 | 2020 |      |      |      |      |
| ↘775 | ↘757 | ↘724 |      |      |      |      |

## Состав сельского поселения
| №  | Населённый пункт | Тип населённого пункта       | Население |
| -- | ---------------- | ---------------------------- | --------- |
| 1  | Арлеть           | деревня                      | ↘9        |
| 2  | Верхний Утем     | деревня                      | ↘2        |
| 3  | Каменцы          | деревня                      | ↗5        |
| 4  | Лудяны           | деревня                      | ↘8        |
| 5  | Магистральный    | посёлок                      | ↘201      |
| 6  | Малягурт         | посёлок                      | ↗219      |
| 7  | Мочешур          | деревня                      | ↘6        |
| 8  | Мучи             | деревня                      | ↘28       |
| 9  | Новые Зятцы      | село, административный центр | ↘420      |
| 10 | Полянцы          | деревня                      | ↗12       |
| 11 | Сектыр           | деревня                      | ↗22       |
| 12 | Чечеги           | деревня                      | ↗8        |
| 13 | Шушангурт        | деревня                      | ↗7        |

## Инфраструктура
В поселении две школы, два детских сада, четыре ФАПа, два клуба и три библиотеки.